# Hermann I. Glockengießer
Hermann I. Glockengießer, auch Hermann I. Kessler oder Hermann der Ältere, (* zwischen 1275 und 1300; † 1353 in Nürnberg) war ein deutscher Kupferschmied, Geschütz- und Glockengießer.
Zwischen etwa 1320 und 1350 wirkte er als Kupferschmied-, Geschütz- und Glockengießer am Fischbach, der heutigen Karolinenstraße, in Nürnberg. Am 8. Oktober 1320 wird er als Bürge für einen Nürnberger Neubürger genannt. Von 1338 bis 1353 war er Pfleger der Lorenzkirche in Nürnberg.
Er war mit Anges Steinauer verheiratet und hatte mit ihr vier Kinder.
- Hermann II. Kessler bzw. Glockengießer
- unbekannt.
- Hermann III. Kessler
- Johannes I. Glockengießer bzw. Weissenburger[1]

## Werke
Einige Glocken werden ihm zugerechnet.
| Kirche                                       | Name, Widmung          | Schlagton (a′ = 435 Hz) | Masse (kg, ca.) | Durchmesser (mm) | Gussjahr                      | Gießer                                            | Inschrift |
| -------------------------------------------- | ---------------------- | ----------------------- | --------------- | ---------------- | ----------------------------- | ------------------------------------------------- | --- |
| Eichstätter Dom, Hauptgeläut Nordturm        | Frauenglocke           | e1 +6/16                | 1750            | 1370             | Anfang 14. Jahrhunderts       | Nürnberger Gießschule (evtl. Hermann Kessler)     | auf der Schulter: (Tatzenkreuz) AVE (Sechsstrahlstern) MARIA (Sechsstrahlstern) GRACIA (Sechsstrahlstern) PLENA (Sechsstrahlstern) DOMINVS (Sechsstrahlstern) TECVM (Sechsstrahlstern) BENEDICTA (Sechsstrahlstern) TV (Sechsstrahlstern) ITN(=in) (Sechsstrahlstern) MVLIERIBV (auf dem letzten V: Sechsstrahlstern) |
| Eichstätter Dom, Sterbeglocke                | Klag                   | a² +1/16                | 120             | 560              | Anfang 14. Jahrhunderts       | unbezeichnet, evtl. Hermann Kessler (I), Nürnberg | auf der Vorderseite der Schulter: (Tatzenkreuz) AVE • MARIA • GRACIA • PLENA • DOMINVS • TECVM • BENE |
| Martinskirche, Greding                       | Marienglocke           |                         | 525             | 930–933          | Erste Hälfte 14. Jahrhunderts |                                                   | |
| St. Michael, Liebenstadt                     |                        | cis²                    |                 |                  |                               | vermutlich Hermann Kessler (I)                    | |
| Stadtpfarrkirche Mariä Himmelfahrt, Berching | Marienglocke („Angst“) | g1                      |                 | 1200             | Erste Hälfte 14. Jahrhunderts | vermutlich Hermann Kessler (I)                    | |